# Daniel Sorensen
Daniel Sorensen (Riverside, 5 marzo 1990) è un giocatore di football americano statunitense che milita nel ruolo di free safety per i New Orleans Saints della National Football League (NFL).

## Carriera

### Kansas City Chiefs
L'11 maggio 2014, dopo non essere stato scelto nel Draft, Sorensen firmò con i Kansas City Chiefs un contratto biennale del valore di 930 000 dollari. Debuttò come professionista nella settimana 1 contro i Tennessee Titans mettendo a segno il suo primo tackle su Coty Sensabaugh. La sua stagione da rookie si concluse con 7 tackle in 9 partite, nessuna delle quali come titolare, giocando principalmente negli special team.
Il 6 dicembre 2015, Sorensen fece registrare il suo primo sack sul quarterback Derek Carr nella vittoria sugli Oakland Raiders della settimana 13. La sua annata si chiuse con 20 tackle disputando per la prima volta tutte le 16 partite, nessuna come titolare. Quell'anno disputò anche la sua prima partita nei playoff nella vittoria sugli Houston Texans.
Il 25 settembre 2016, Sorensen mise a segno il primo intercetto in carriera su Ryan Fitzpatrick dei New York Jets. La sua annata si chiuse con un nuovo primato personale di 63 tackle e 3 intercetti, venendo premiato nel marzo successivo con rinnovo contrattuale quadriennale del valore di 16 milioni di dollari. Il 6 gennaio 2018 partì per la prima volta come titolare nei playoff nella sconfitta contro i Tennessee Titans.
Il 2 settembre 2018, Sorensen fu inserito in lista infortunati a causa di un problema al ginocchio subito nel training camp. Tornò nel roster attivo il 6 novembre 2018.
Nella settimana 11 della stagione 2019 contro i Los Angeles Chargers nel Monday Night Football, Sorensen intercettò un passaggio di Philip Rivers nella end zone sul finire del quarto periodo, sigillando la vittoria per 24–17. Nel divisional round dei playoff contro gli Houston Texans guidò la squadra con 9 tackle e forzò un fumble sul punt returner DeAndre Carter che fu recuperato dal compagno Darwin Thompson nella vittoria per 51–31. Il 2 febbraio 2020 partì come free safety titolare nel Super Bowl LIV contro i San Francisco 49ers che i Chiefs vinsero per 31-20, conquistando il primo titolo dopo cinquant'anni. Nella finalissima mise a segno 6 tackle.

### New Orleans Saints
Il 25 marzo 2022 Sorensen firmò con i New Orleans Saints.

## Palmarès
- Super Bowl : 1

Kansas City Chiefs: LIV
- American Football Conference Championship: 2

Kansas City Chiefs: 2019, 2020

## Famiglia
Daniel è il fratello di Brad Sorensen, scelto nel Draft NFL 2013 e che ha giocato tre stagioni nella NFL.